# Geoff Harcourt
Geoffrey Harcourt (Melbourne, 27 giugno 1931 – Adelaide, 6 dicembre 2021) è stato un economista australiano post-keynesiano.

## Biografia
Dopo aver studiato economia all'Università di Melbourne si è trasferito all'Università di Cambridge, dove ha conseguito il dottorato di ricerca. Nel 1967 insegnò all'Università di Adelaide. Ha dato importanti contributi alla comprensione delle idee di Keynes insieme a  Joan Robinson e altri economisti dell'Università di Cambridge. Ha anche dato importanti contributi alla Teoria Post-Keynesiana.

## Opere principali
- Parker, R. H., and Geoffrey Colin Harcourt, eds. Readings in the Concept and Measurement of Income. Cambridge: Cambridge University Press, 1969.
- Laing, N. F. Capital and Growth; Selected Readings; Edited by GC Harcourt and NF Laing. [Harmondsworth, Eng.]: Penguin Books, 1971.
- Harcourt, Geoffrey Colin. Some Cambridge controversies in the theory of capital. CUP Archive, 1972.
- The Social Science Imperialists.  Selected Essays. Edited by Prue Kerr, (London: Routledge and Kegan Paul, 1982). Reprinted in the Routledge Library Editions Series in 2003.
- On Political Economists and Modern Political Economy.  Selected Essays of G.C. Harcourt. Edited by Claudio Sardoni.  (London: Routledge, 1992).  Reprinted in the Routledge Library Editions Series in 2003.
- Post-Keynesian Essays in Biography: Portraits of Twentieth Century Political Economists. (Basingstoke, Hants: Macmillan, 1993).
- Capitalism, Socialism and Post-Keynesianism.  Selected Essays of G.C. Harcourt. (Cheltenham, Glos., Edward Elgar, 1995).
- Selected Essays on Economic Policy. (London: Palgrave, 2001).
- 50 Years a Keynesian and Other Essays. (London: Palgrave, 2001).
- The Structure of Post-Keynesian Economics. The Core Contributions of the Pioneers. Cambridge: Cambridge University Press, 2006.
- (con Prue Kerr) Joan Robinson. Houndmills, Basingstoke, Hampshire: Palgrave Macmillan, 2009.
- (con Peter Kriesler, eds) The Oxford Handbook of Post-Keynesian Economics. Volume 1: Theory and Origins. New York, Oxford University Press, 2013. Volume 2: Critiques and Methodology.
- (con Joseph Halevi, Peter Kriesler e J.W. Nevile) Post-Keynesian Essays from Down Under: Theory and Policy from an Historical Perspective. Four Volumes. Palgrave Macmillan, 2015.